# (92) Ondine
Pour les articles homonymes, voir Ondine (homonymie).

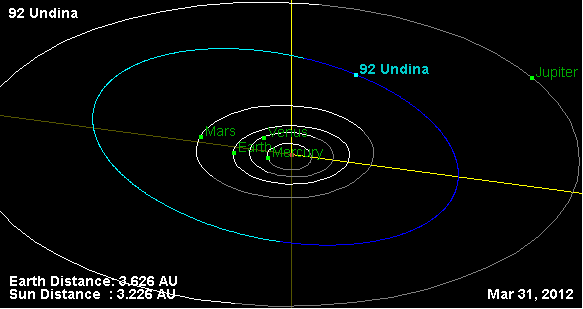
Image de l’orbite d’ondine.

(92) Ondine (désignation internationale (92) Undina) est un astéroïde de la ceinture principale.

## Description
(92) Ondine (désignation internationale (92) Undina) est un astéroïde de la ceinture principale découvert par Christian Peters le 7 juillet 1867.

## Nom
L'astéroïde est nommé d'après Ondine, un conte de Friedrich de La Motte-Fouqué (1777-1843) paru en 1811, racontant l'histoire d'Ondine, esprit des eaux qui se marie avec un chevalier nommé Huldebrand afin d'obtenir une âme, en donnant naissance à un enfant. Si, toutefois, son amant s'avérait infidèle, elle devait retourner à la mer.
Deux opéras romantiques, de Albert Lortzing (1801-1851) et de E. T. A. Hoffmann (1776-1822), sont également basés sur ce conte.

## Compléments